# Comuna de Wąchock
Wąchock (polaco: Gmina Wąchock) é uma gminy (comuna) na Polónia, na voivodia de Santa Cruz e no condado de Starachowicki. A sede do condado é a cidade de Wąchock.
De acordo com os censos de 2006, a comuna tem 7020 habitantes, com uma densidade 85,78 hab/km².

## Área
Estende-se por uma área de 81,84 km², incluindo:
- área agricola: 29%
- área florestal: 61%

## Demografia
Dados de 30 de Junho 2004:
|                      | Total   | Total | Mulheres | Mulheres | Homens  | Homens |
| -------------------- | ------- | ----- | -------- | -------- | ------- | ------ |
|                      | pessoas | %     | pessoas  | %        | pessoas | %      |
| População            | 7065    | 100   | 3608     | 51,1     | 3457    | 48,9   |
| Densidade (pop./km²) | 86,3    | 100   | 44,1     | 44,1     | 42,3    | 42,3   |

De acordo com dados de 2005, o rendimento médio per capita ascendia a 1612,00 zł.

## Comunas vizinhas
- Bodzentyn, Brody, Mirzec, Pawłów, Skarżysko-Kamienna, Skarżysko Kościelne, Starachowice, Suchedniów